# Alahan-Kloster
Das Alahan-Kloster (türkisch Alahan Manastırı) ist eine frühbyzantinische Ruinenstätte in der antiken Berglandschaft von Isaurien, einem Teil Kilikiens. Es liegt 11 km nördlich von Mut, 2 km oberhalb der modernen Straße von Silifke nach Karaman im Bezirk Mut der türkischen Provinz Mersin.
Seine Lage am Südhang eines Felsgrates auf ca. 1200 m Höhe über dem Tal des Kalykadnos mit einem weiten Ausblick sowie die gute Erhaltung seiner Bauten machen es zu einer der eindrucksvollsten antiken Stätten Kleinasiens.
Koordinaten: 36° 47′ 29″ N, 33° 21′ 7″ O

## Name
Der antike Name des Ortes ist nicht bekannt. Hild und Hellenkemper haben Apadnas vorgeschlagen, nach der Angabe bei Prokop, De Aedificiis 5, 9, 33, Kaiser Justinian I. habe ein Kloster Apadnas in Isaurien restaurieren lassen; es gibt jedoch kein ausreichendes Indiz, dieses Kloster mit Alahan zu verbinden.
Das Dorf unterhalb der Kirchenanlage wird von dem osmanischen Reisenden Evliya Çelebi und dem französischen Archäologen Léon de Laborde (1807–1869) als Alaca Han (Der vielfarbige Han) bezeichnet. Am Ende des 19. Jahrhunderts wurde der Ort Koca Kalesi genannt. Seit der Mitte des 20. Jahrhunderts ist der gebräuchliche Name Alahan Manastırı (Kloster Alahan).

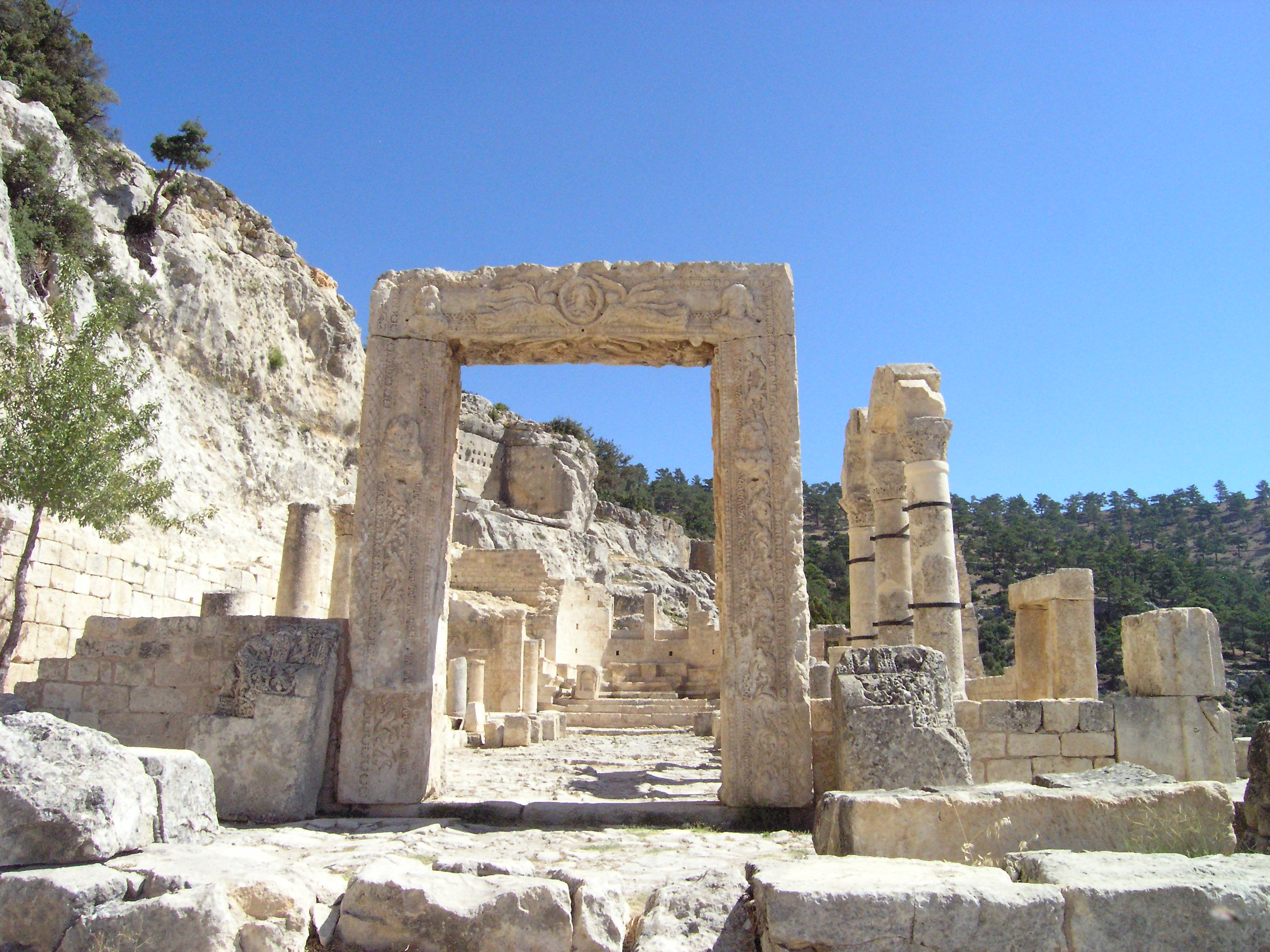
Westkirche

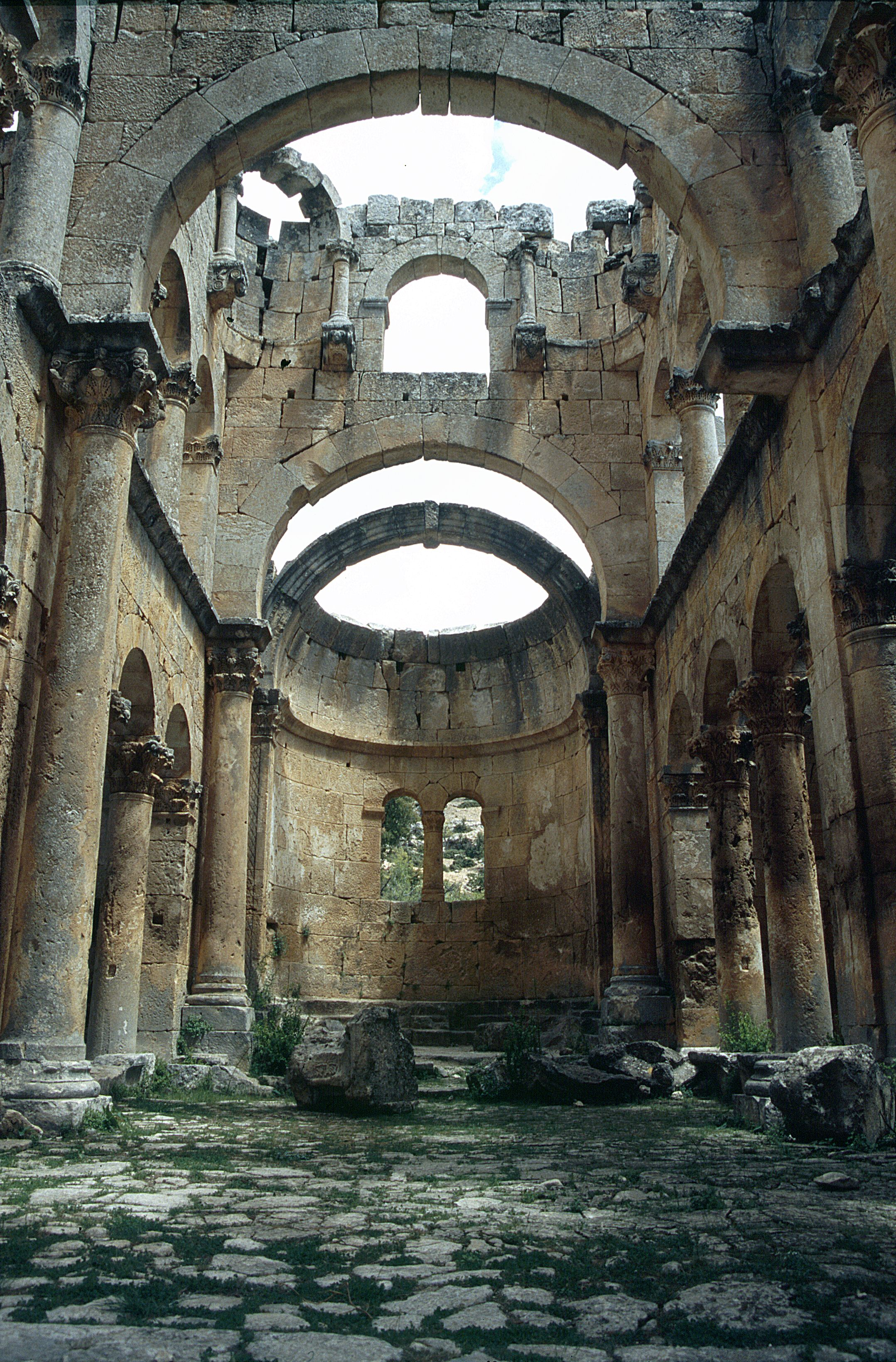
Apsis der Ostkirche

## Bauten
In Alahan hat sich ein ganzer Komplex zusammenhängender Bauten des ausgehenden fünften Jahrhunderts erhalten. Ganz im Westen stehen die Reste der einst dreischiffigen, sogenannten Evangelistenbasilika, die einen Vorgängerbau des vierten Jahrhunderts ersetzte. Vom Narthex ist wenig erhalten, dafür der Rahmen des aus drei monolithischen Quadern bestehenden Portals, das reich mit Akanthusreliefs und figürlichen Motiven verziert ist. Auf dem Sturz halten zwei schwebende Engel ein Christusmedaillon. Auf seiner Unterseite ist ein Wesen mit vier Flügeln und vier Köpfen, ein sogenannter Tetramorph, dargestellt, auf den Innenseiten der Pfeiler die Erzengel Gabriel und Michael. Weiter östlich finden sich die Reste des zweischiffigen Baptisteriums mit einem byzantinischen Kreuz als Taufbecken, anschließend ein kleines Oratorium. Ein 130 m langer Portikus führt zur Hauptkirche ganz im Osten, einer (vom fehlenden Dach abgesehen) fast vollständig erhaltenen Kuppelkirche. Die Rahmen der drei Eingangsportale sind mit Ranken- und Fischmotiven verziert. Das Haupt- und die beiden Seitenschiffe sind in Joche unterteilt und durch Säulen mit korinthischen Kapitellen gegliedert. Das quadratische Joch vor der Apsis war überkuppelt, den Übergang vom Quadrat zum Kuppelrund bilden Ecktrompen und auf Konsolen stehende Säulchen. Die konchenförmige Apsis, die ein dreistufiges Synthronon enthält, wird durch ein zweiteiliges Arkadenfenster beleuchtet. Vor der Kirche sind einige Felsengräber und Sarkophage zu sehen.

## Forschungsgeschichte
Zum ersten Mal erwähnt wird Alahan von Evliya Çelebi im späten 17. Jahrhundert; er beschreibt die Anlage als „ein Bauwerk, das vor kurzem erst vom Architekten übergeben worden ist“. Der britische Archäologe Michael Gough begann seine Forschungen und Ausgrabungen hier 1952, die mit seinem Tode 1973 ihren Abschluss fanden. Von 2002 bis 2006 fanden im Rahmen des britischen Göksu Archaeological Project unter Leitung von Hugh Elton wieder Forschungen in Alahan und vor allem seiner näheren Umgebung statt.